# Палмона-Парк
Палмона-Парк (англ. Palmona Park) — статистически обособленная местность, расположенная в округе Ли (штат Флорида, США) с населением в 1353 человека по статистическим данным переписи 2000 года.

## География
По данным Бюро переписи населения США, статистически обособленная местность Палмона-Парк имеет общую площадь в 2,07 квадратных километров, водных ресурсов в черте населённого пункта не имеется.
Статистически обособленная местность Палмона-Парк расположена на высоте 3 м над уровнем моря.

## Демография
По данным переписи населения 2000 года, в Палмона-Парк проживало 1353 человека, 326 семей, насчитывалось 541 домашнее хозяйство и 639 жилых домов. Средняя плотность населения составляла около 653,62 человека на один квадратный километр. Расовый состав населённого пункта распределился следующим образом: 94,90 % белых, 0,15 % — чёрных или афроамериканцев, 1,03 % — коренных американцев, 0,74 % — азиатов, 1,63 % — представителей смешанных рас, 1,55 % — других народностей. Испаноговорящие составили 11,68 % от всех жителей статистически обособленной местности.
Из 541 домашних хозяйств в 31,4 % воспитывали детей в возрасте до 18 лет, 34,8 % представляли собой совместно проживающие супружеские пары, в 15,0 % семей женщины проживали без мужей, 39,6 % не имели семей. 30,3 % от общего числа семей на момент переписи жили самостоятельно, при этом 9,6 % составили одинокие пожилые люди в возрасте 65 лет и старше. Средний размер домашнего хозяйства составил 2,50 человек, а средний размер семьи — 3,04 человек.
Население статистически обособленной местности по возрастному диапазону по данным переписи 2000 года распределилось следующим образом: 26,6 % — жители младше 18 лет, 10,3 % — между 18 и 24 годами, 30,3 % — от 25 до 44 лет, 21,1 % — от 45 до 64 лет и 11,6 % — в возрасте 65 лет и старше. Средний возраст жителей составил 34 года. На каждые 100 женщин в Палмона-Парк приходилось 111,4 мужчин, при этом на каждые сто женщин 18 лет и старше приходилось 114,5 мужчин также старше 18 лет.
Средний доход на одно домашнее хозяйство статистически обособленной местности составил 22 617 долларов США, а средний доход на одну семью — 24 010 долларов. При этом мужчины имели средний доход в 29 000 долларов США в год против 16 979 долларов среднегодового дохода у женщин. Доход на душу населения статистически обособленной местности составил 22 617 долларов в год. 15,2 % от всего числа семей в населённом пункте и 21,1 % от всей численности населения находилось на момент переписи населения за чертой бедности, при этом 27,1 % из них были моложе 18 лет и 5,4 % — в возрасте 65 лет и старше.